# Sankt Anna Rotunda
Sankt Anna Rotunda var Christian IV's monumentalkirke fra 1640 i det nye København, nord for den gamle vold. Kirken blev aldrig færdigbygget, og Frederik III lod den rive ned i 1660.

## Historie
Allerede i 1625, under planlægningen af den nye københavnske bydel uden for Østerport, dvs. området mellem den nuværende Gothersgade og Kastellet, befalede Christian 4. at der skulle afsættes en grund til en kirkegård og en ny kirke. Byggeriet begyndte dog først i 1640 og fortsatte til omkring årsskiftet 1643-44, hvor det blev stoppet af pengemangel forårsaget af Torstenssonkrigen.
Kirken blev placeret mellem "Bådsmandboderne", dvs Nyboder og den nye vold, dér hvor Gefion Gymnasium og Geocenter Danmark ligger i dag. Den skulle betjene søens folk, i hvert fald dem i Nyboder, og aflaste Holmens Kirke. I starten blev den omtalt under forskellige navne, såsom Bådsmandskirken, kirken uden for byen eller Runde kirke. Det sidste navn skyldes kirkens tolvkantede form. I 1641 fastslog kongen, at kirken skulle hedde Sankt Annæ kirke, men i de efterfølgende århundreder blev den latiniserede form, Sankt Anna Rotunda, dét navn, som man kender kirken under.
Leonhard Blasius var bygmester for kirken, men dens kunstneriske bearbejning skyldes nok snarere Hans van Steenwinckel den yngre.
Efter krigen blev arbejdet på kirken ikke genoptaget, men den indgik stadig i de planer for den nye bydel, som blev fremlagt i 1649. I 1660 opgav man dog at fuldføre projektet, og kongen gav tilladelse til at bruge bygningen som stenbrud. I 1661 erhvervede Henrik Ruse rettighederne til kirken, og fik også skøde på grunden, hvor han byggede et hus til sig selv af nogle af materialerne fra kirken. Resten anvendtes formodentlig i bygningen af Kastellet, som Ruse stod for. Tårnets kraftige mure var det sidste, der blev revet ned (ved hjælp af fire tønder krudt fra Tøjhuset), og i 1664 var hele det store bygningsværk væk.
Selv om kirken aldrig blev færdig, nåede den at få tildelt et sogn, "Runde Sogn", og i øvrigt også en præst. Da man i 1660 opgav byggeriet blev de dele af sognet, som ikke i forvejen var tilknyttet en kirke, lagt til Trinitatis Kirke. De øvrige kirker i området, Vor Frue, Sankt Nikolaj og Holmens var dog ikke indstillet på at lade denne potentielle indtægtskilde gå dem af hænde uden kamp, og det varede helt frem til 1686 før striden var afgjort.

## Kirkebygningen
Kirken var bygget over en tolvkantet grundplan, med et kvadratisk tårn på vestsiden. Hver af de tolv murstykker var opdelt i to fag med en støttepille, ligesom der var støttepiller ved overgangen mellem murstykkerne. Tolvkantens tværmål var 100 alen, og murene var 25,5 alen høje. Tårnet var udformet med kraftigere mure end resten af bygningen, hvilket indikerer, at det skulle have været højere end øvrige bygning, men det blev aldrig bygget færdigt. Hvordan taget på rotunden var tænkt udformet vides ikke.
Det er ikke helt klart, hvor lang en alen, man anvendte i 1640'erne, da man ikke havde en fast standard. I Danmarks Kirker regnes med ca 63 cm, hvilket sikkert er præcist nok. Det indbærer at kirken var 63 m i diameter, med over 16 m høje mure. Det var altså en bygning af en anselig størrelse. Til sammenligning er Marmorkirkens rotunde knap 45 m i diameter.
Fund af teglstensfragmenter på området hvor kirken lå, tyder på at den var bygget af samme type gule hollandske teglsten med rødfarvede kortsider, som Trinitatis Kirke og Rundetårn er opført af, så det er nærliggende at antage, at Sankt Anna Rotunda også blev bygget med krydsforbandt, så murerne blev gul- og rødstribede (som Oldenborgernes våben).
Indvendig var kirken indrettet som et amfiteater, med et gulv, der skrånede opad mod ydermuren. Der var 48 søjler arrangeret i tre koncentriske ringe med hhv 24, 12 og 12 søjler, som sammen med 24 pilastre på ydermuren skulle bære loftshvælvingerne. Gulv og søjler var understøttet af tøndehvælv båret af et system af radiale mure, som skrånede ind mod midten. I 1641 bestemte kongen at de overhvælvede rum, der derved opstod under gulvet, skulle have døre og vinduer i ydermuren. Tanken var formodentlig at disse rum kunne sælges eller udlejes som gravkrypter, og derved give kirken en vigtig indtægt.
På hver side af tårnet var der et trappehus, delvist indbygget i muren. Den ene trappe gik op i tårnets fulde højde, mens den anden stoppede ved andet stokværk. Sidstnævnte har formodentlig været kongens egen trappe op til kongestolen, som netop var placeret i andet stokværk. Vi kan videre slutte, at kongestolen har været placeret i kirkes vestside, og koret utvivlsomt i modsatte side, altså øst, hvilket også er den traditionelle placering. Sikkert ved vi dog kun, at alteret skulle placeres 12,5 alen fra ydermuren, altså ved yderste søjlering.